# Gonzalo Núñez de Guzmán
Gonzalo Núñez de Guzmán – wielki mistrz zakonu Alcantara (1384–1385) i zakonu Calatrava (1385–1404).
Podczas bitwy pod Aljubarrota był dowódcą oddziałów zakonnych Alcantary, walczących na lewym skrzydle Kastylijczyków. Dowodził atakiem na tabory portugalskie, nie udało mu się jednak przełamać obrony. Gdy okazało się, że bitwa jest przegrana, osłaniał dzielnie wraz ze swoimi rycerzami odwrót rozbitych oddziałów kastylijskich. Po śmierci wielkiego mistrza Calatravy w tej bitwie wybrany jego następcą.
Był tym wielkim mistrzem zakonu, który wprowadził charakterystyczny, czerwony krzyż na ubrania braci-rycerzy, uzasadniając to chęcią odróżnienia ich od rycerzy świeckich. Po raz pierwszy członkowie zakonu wystąpili z krzyżami w uroczystość Wszystkich Świętych, 1 listopada 1397 r.